# 南沙区公共汽车支线系统
南沙区公共汽车支线系统，是广州市南沙区公交路线系统的一部分，目前由四条线路组成，所有线路均由广州公交集团南沙巴士有限公司运营。
在《南沙新区2017年第一批区内公共汽车线路优化提升方案》中，南沙区的公交路线系统包括快线、干线、普线和支线四个部分，其中的支线系统提供灵活快速的短距离接驳服务，用于扩大公交服务覆盖面，解决住宅小区和公共设施的通勤“最后一公里”问题，车辆车身选用与市政警示色系相协调的橙黄色作为底色。

## 南沙W1路系统
南沙W1路系统包括2017年12月28日开通的南沙W1A路和南沙W1B路，以及2021年7月26日开通的南沙W1路支线。
- 南沙W1A路为顺时针循环线，南沙W1B路为逆时针循环线，二者均从蕉门公交总站出发，经凤凰大道、进港大道、海滨路、环市大道和丰泽路，返回蕉门公交总站，服务时间为 7:00 - 20:00，发班密度为不大于15分钟/班[3]，沿途串联起南沙区行政服务中心、蕉门河社区服务中心、金融大厦、南沙中心医院等公共服务机构，南沙万达广场、悠方购物公园等休闲场所，以及叠翠峰、万科府前花园、璧珑湾等住宅小区，用于重点强化蕉门河中心区内多个场所的公交联系，方便市民办理各种事务[1]。
- 南沙W1路支线也称蕉门地铁站至南沙区政务服务中心接驳专线，服务时间为工作日 8:00 - 18:30，发班密度为不大于10分钟/班，上行经凤凰大道和南府路，停靠蕉门公交总站、蕉门地铁站和区政务服务中心站，下行经南府路、丰泽西路、进港大道和凤凰大道，停靠区政务服务中心站、蕉门村站、蕉门地铁站和蕉门公交总站，实现了南沙区行政服务中心与地铁4号线的快速接驳[4]。

## 南沙W2路
南沙W2路的前身为2011年开通的南沙24路。2018年8月11日起，南沙24路优化提升为公共汽车支线，变更路号为南沙W2路，从南沙资讯科技园站出发，经环市大道南、漾滨路、海滨路、海港大道和科院路，返回南沙资讯科技园站，服务时间为 7:00 - 18:30（开通当时为仅工作日营运，后改为全日营运），发班密度为不大于30分钟/班，用于进一步加强地铁4号线南延段的公交配套服务，提升公交地铁衔接紧密程度。